# Rally van Cyprus 2009
De Rally van Cyprus 2009, formeel 37th FxPro Cyprus Rally, was de 37e editie van de Rally van Cyprus en de derde ronde van het wereldkampioenschap rally in 2009. Het was de 457e rally in het wereldkampioenschap rally die georganiseerd wordt door de Fédération Internationale de l'Automobile (FIA). De start en finish was in Limassol.

## Programma
| Etappe | Datum             | Klassementsproeven | Competitieve afstand |
| ------ | ----------------- | ------------------ | -------------------- |
| 1      | Vrijdag 13 maart  | 6                  | 134,20 kilometer     |
| 2      | Zaterdag 14 maart | 5                  | 115,60 kilometer     |
| 3      | Zondag 15 maart   | 3                  | 82,27 kilometer      |
|        |                   |                    |                      |
| Totaal | Totaal            | 14                 | 332,07 kilometer     |

## Resultaten
| Algemene top tien | Algemene top tien | Algemene top tien   | Algemene top tien                  | Algemene top tien | Algemene top tien | Algemene top tien | Algemene top tien |
| Pos.              | #                 | Rijder              | Auto                               | Gr/kl             | Tijd              | Eerste            | Punten            |
| Pos.              | #                 | Navigator           | Inschrijving                       | C                 | Straftijd         | Vorige            | Punten            |
| ----------------- | ----------------- | ------------------- | ---------------------------------- | ----------------- | ----------------- | ----------------- | ----------------- |
| 1.                | 1                 | Sébastien Loeb      | Citroën C4 WRC                     | A8                | 4:50:34,7         | 0:00              | 10                |
| 1.                | 1                 | Daniel Elena        | Citroën Total WRT                  | C                 |                   | =                 | 10                |
| 2.                | 3                 | Mikko Hirvonen      | Ford Focus RS WRC 08               | A8                | 4:51:01,9         | + 27,2            | 8                 |
| 2.                | 3                 | Jarmo Lehtinen      | BP Ford Abu Dhabi World Rally Team | C                 |                   | + 27,2            | 8                 |
| 3.                | 11                | Petter Solberg      | Citroën Xsara WRC                  | A8                | 4:52:24,1         | + 1:49,4          | 6                 |
| 3.                | 11                | Phil Mills          | Petter Solberg Rally MSN Edition   | A8                |                   | + 1:22,2          | 6                 |
| 4.                | 2                 | Daniel Sordo        | Citroën C4 WRC                     | A8                | 4:53:01,0         | + 2:26,3          | 5                 |
| 4.                | 2                 | Marc Martí          | Citroën Total WRT                  | C                 |                   | + 36,9            | 5                 |
| 5.                | 5                 | Matthew Wilson      | Ford Focus RS WRC 08               | A8                | 4:57:15,7         | + 6:41,0          | 4                 |
| 5.                | 5                 | Scott Martin        | Stobart VK Ford Rally Team         | C                 |                   | + 4:14,7          | 4                 |
| 6.                | 8                 | Conrad Rautenbach   | Citroën C4 WRC                     | A8                | 5:01:46,6         | + 11:11,9         | 3                 |
| 6.                | 8                 | Daniel Barritt      | Citroën Junior Team                | C                 |                   | + 4:30,9          | 3                 |
| 7.                | 9                 | Federico Villagra   | Ford Focus RS WRC 07               | A8                | 5:03:53,2         | + 13:18,5         | 2                 |
| 7.                | 9                 | Jorge Pérez Companc | Munchi's Ford WRT                  | C                 |                   | + 2:06,6          | 2                 |
| 8.                | 14                | Khalid Al-Qassimi   | Ford Focus RS WRC 08               | A8                | 5:04:18,8         | + 13:44,1         | 1                 |
| 8.                | 14                | Michael Orr         | BP Ford Abu Dhabi World Rally Team | A8                |                   | + 25,6            | 1                 |
| 9.                | 146               | Patrik Sandell      | Škoda Fabia S2000                  | N4                | 5:10:11,3         | + 19:36,6         |                   |
| 9.                | 146               | Emil Axelsson       | Red Bull Rallye Team               | N4                |                   | + 5:52,5          |                   |
| 10.               | 147               | Armindo Araújo      | Mitsubishi Lancer Evo IX           | N4                | 5:10:29,6         | + 19:54,9         |                   |
| 10.               | 147               | Miguel Ramalho      | Ralliart Italia                    | N4                |                   | + 18,3            |                   |
| DNF top tien      |                   |                     |                                    |                   |                   |                   |                   |
| Pos.              | #                 | Rijder              | Auto                               | Gr/kl             | KP                | Reden             | Reden             |
| Pos.              | #                 | Navigator           | Inschrijving                       | C                 | KP                | Reden             | Reden             |
| DNF               | 7                 | Jevgeni Novikov     | Citroën C4 WRC                     | A8                | 12                | Ongeluk           | Ongeluk           |
| DNF               | 7                 | Dale Moscatt        | Citroën Junior Team                | C                 | 12                | Ongeluk           | Ongeluk           |
| DNF               | 12                | Sébastien Ogier     | Citroën C4 WRC                     | A8                | 14                | Ongeluk           | Ongeluk           |
| DNF               | 12                | Julien Ingrassia    | Citroën Junior Team                | A8                | 14                | Ongeluk           | Ongeluk           |
| DNF               | 62                | Pantelis Pamboukka  | Subaru Impreza WRX STi             | N4                | 13                | Mechanisch        | Mechanisch        |
| DNF               | 62                | Demetris Pieri      | APK Motorsport                     | N4                | 13                | Mechanisch        | Mechanisch        |
| DNF               | 63                | Yiotis Hartoupalos  | Subaru Impreza STi                 | N4                | 13                | Mechanisch        | Mechanisch        |
| DNF               | 63                | Marios Vassiliades  | Yiotis Hartoupalos                 | N4                | 13                | Mechanisch        | Mechanisch        |
| DNF               | 135               | Martin Semerád      | Mitsubishi Lancer Evo IX           | N4                | 12                | Versnellingsbak   | Versnellingsbak   |
| DNF               | 135               | Bohuslav Ceplecha   | Martin Semerád                     | N4                | 12                | Versnellingsbak   | Versnellingsbak   |
| DNF               | 139               | Simone Campedelli   | Mitsubishi Lancer Evo IX           | N4                | 14                | Mechanisch        | Mechanisch        |
| DNF               | 139               | Danilo Fappani      | Errani Team Group                  | N4                | 14                | Mechanisch        | Mechanisch        |
| DNF               | 148               | Gill Gaurav         | Subaru Impreza STi                 | N4                | 12                | Mechanisch        | Mechanisch        |
| DNF               | 148               | David Senior        | Team Sidvin India                  | N4                | 12                | Mechanisch        | Mechanisch        |
| DNF               | 159               | Nicos Thomas        | Mitsubishi Lancer Evo IX           | N4                | 9                 | Mechanisch        | Mechanisch        |
| DNF               | 159               | Stéphane Prévot     | Nicos Thomas                       | N4                | 9                 | Mechanisch        | Mechanisch        |

| PWRC top drie | PWRC top drie     | PWRC top drie |
| Pos.          | Rijder            | Pnt.          |
| ------------- | ----------------- | ------------- |
| 1             | Patrik Sandell    | 10            |
| 2             | Armindo Araújo    | 8             |
| 3             | Nasser Al-Attiyah | 6             |
| JWRC top drie |                   |               |
| Pos.          | Rijder            | Pnt.          |
| 1             | Martin Prokop     | 10            |
| 2             | Michał Kościuszko | 8             |
| 3             | Aaron Burkart     | 6             |

## Statistieken

#### Klassementsproeven
| Etappe | Datum    | KP | Starttijd | Naam          | Lengte   | Snelste rijder                    | Tijd    | Gem. snelheid | Rallyleider    |
| ------ | -------- | -- | --------- | ------------- | -------- | --------------------------------- | ------- | ------------- | -------------- |
| 1      | 13 maart | 1  | 9:23      | Panagia 1     | 30,33 km | Sébastien Loeb                    | 22:01,3 | 82,64 km/u    | Sébastien Loeb |
| 1      | 13 maart | 2  | 10:21     | Mylikouri 1   | 7,37 km  | Sébastien Loeb                    | 5:33,9  | 79,46 km/u    | Sébastien Loeb |
| 1      | 13 maart | 3  | 10:46     | Gerakies 1    | 29,40 km | Sébastien Loeb                    | 21:09,2 | 83,39 km/u    | Sébastien Loeb |
| 1      | 13 maart | 4  | 14:34     | Panagia 2     | 30,33 km | Sébastien Loeb                    | 22:06,8 | 82,29 km/u    | Sébastien Loeb |
| 1      | 13 maart | 5  | 15:32     | Mylikouri 2   | 7,37 km  | Sébastien Loeb                    | 5:34,9  | 79,22 km/u    | Sébastien Loeb |
| 1      | 13 maart | 6  | 15:57     | Gerakies 2    | 29,40 km | Daniel Sordo                      | 21:18,0 | 82,82 km/u    | Sébastien Loeb |
|        |          |    |           |               |          |                                   |         |               | Sébastien Loeb |
| 2      | 14 maart | 7  | 8:43      | Anadiou Dam 1 | 11,70 km | Jari-Matti Latvala                | 11:02,4 | 63,59 km/u    | Sébastien Loeb |
| 2      | 14 maart | 8  | 9:11      | Pano Panagia  | 28,17 km | Mikko Hirvonen                    | 30:29,8 | 55,42 km/u    | Sébastien Loeb |
| 2      | 14 maart | 9  | 11:19     | Orkontas      | 18,54 km | Sébastien Loeb                    | 18:36,5 | 59,78 km/u    | Sébastien Loeb |
| 2      | 14 maart | 10 | 15:17     | Xyliatos      | 30,94 km | Petter Solberg                    | 28:16,0 | 65,67 km/u    | Sébastien Loeb |
| 2      | 14 maart | 11 | 16:20     | Kourdali      | 26,25 km | Petter Solberg                    | 26:31,5 | 59,38 km/u    | Sébastien Loeb |
|        |          |    |           |               |          |                                   |         |               | Sébastien Loeb |
| 3      | 15 maart | 12 | 9:18      | Foini         | 30,03 km | Mikko Hirvonen                    | 26:18,7 | 68,48 km/u    | Sébastien Loeb |
| 3      | 15 maart | 13 | 10:49     | Anadiou       | 40,54 km | Mikko Hirvonen                    | 39:27,2 | 61,65 km/u    | Sébastien Loeb |
| 3      | 15 maart | 14 | 12:02     | Anadiou Dam 2 | 11,70 km | Jari-Matti Latvala Matthew Wilson | 10:41,8 | 65,63 km/u    | Sébastien Loeb |

| KP overwinningen   | KP overwinningen |
| Rijder             | Aantal           |
| ------------------ | ---------------- |
| Sébastien Loeb     | 6                |
| Mikko Hirvonen     | 3                |
| Jari-Matti Latvala | 2                |
| Petter Solberg     | 2                |
| Daniel Sordo       | 1                |
| Matthew Wilson     | 1                |

## Kampioenschap standen

#### Rijders
|   | Pos. | Rijder          | Pnt. |
| - | ---- | --------------- | ---- |
| = | 1    | Sébastien Loeb  | 30   |
| = | 2    | Mikko Hirvonen  | 22   |
| = | 3    | Daniel Sordo    | 19   |
| = | 4    | Henning Solberg | 10   |
| 4 | 5    | Petter Solberg  | 9    |

#### Constructeurs
|   | Pos. | Constructeur                       | Pnt. |
| - | ---- | ---------------------------------- | ---- |
| = | 1    | Citroën Total WRT                  | 48   |
| = | 2    | BP Ford Abu Dhabi World Rally Team | 32   |
| = | 3    | Stobart VK Ford Rally Team         | 22   |
| = | 4    | Citroën Junior Team                | 11   |
| = | 5    | Munchi's Ford WRT                  | 3    |

- Noot: Enkel de top 5-posities worden in beide standen weergegeven.